# Clavier (orgue)
Pour des articles plus généraux, voir Console (orgue) et Clavier (instrument).
Pour les articles homonymes, voir Clavier.
 (février 2025).
Si vous disposez d'ouvrages ou d'articles de référence ou si vous connaissez des sites web de qualité traitant du thème abordé ici, merci de compléter l'article en donnant les références utiles à sa vérifiabilité et en les liant à la section « Notes et références ».
Le clavier de l'orgue est la partie de l'instrument comprenant les touches dans la console.

## Histoire du clavier
L'orgue est le plus vieil instrument à clavier de l'histoire[réf. nécessaire] et c'est donc pour l'orgue que le clavier a été inventé. C'est au cours du IIIe siècle avant notre ère, à Alexandrie, que l'ingénieur Ctésibios met au point le premier orgue nommé « hydraule », à la faveur de ses recherches sur l'élasticité de l'air. Chaque tuyau dispose d'une petite tirette rappelée par un ressort qui permet de faire entrer l'air et produire le son. Le clavier est donc né en même temps que l'instrument qu'il servait — l'orgue.
Le premier clavier, d'après les découvertes archéologiques, était d'abord simplement constitué de petites lames de bois coulissantes, des languettes, qui obturaient le trou par lequel arrivait l'air. Il n'y avait qu'un seul tuyau par note, le clavier était diatonique et couvrait deux ou trois octaves. Quand le musicien tirait la languette, le tuyau parlait sans arrêt. Il fallait repousser la languette pour arrêter le son. On pense que l'idée de mettre des ressorts de rappel afin que la fermeture se fasse toute seule en lâchant la languette est également due à Ctésibios. Pendant un temps, les deux types de clavier ont coexisté : clavier avec touches à fermeture manuelle et clavier avec touches à fermeture automatique par ressort. Ces ressorts étaient en bois souple (roseau, bambou) ou en métal (bronze, laiton).
Chaque clavier étant le reflet de la musique qui se joue à son époque, les premiers claviers ne comportaient que les notes simples de la gamme diatonique, laquelle n'était constituée que de 6 notes correspondant à l'hexacorde et commençait au fa et non au do comme nous en avons l'habitude aujourd'hui. Il faudra attendre le haut Moyen Âge pour voir apparaître progressivement les touches supplémentaires, à commencer par le si, absent de l'hexacorde. On sait que les premières altérations historiques sont le si bémol et le si bécarre rencontrés au IXe siècle et employés couramment au XIIe siècle. Les deux notes portant le même nom de solmisation, on cherche à les différencier sur le clavier pour éviter qu'on les confonde. C'est ainsi que vont apparaître les feintes, touches de couleur, de position et de forme différentes que l'on va progressivement intercaler en retrait au-dessus et entre les touches diatoniques (que l'on appelle marches).
L'invention du si bémol vient de ce que l'intervalle fa-si était jugé dissonant (quarte augmentée, le fameux « triton »). Aussi les chanteurs baissaient-ils naturellement le si en si♭ pour obtenir un intervalle jugé consonnant, fa-si♭ donnant une quarte pure. C'est pourquoi pour accompagner le chanteur on ajouta au clavier de l'orgue primitif une touche supplémentaire, intercalée entre le la et le si. On lui donna le nom latin de « B molle » (le si adouci), par opposition au « B quadratum » (le si dur), dénominations d'où proviennent les termes musicaux bémol et bécarre.
Le mot « feinte », qui désigne les touches correspondant aux notes altérées, vient de musica ficta (musique feinte ou fausse). En effet, on avait recours aux notes « fausses » (c'est-à-dire situées en dehors de la gamme naturelle) à chaque fois que l'on voulait moduler (au sens premier : changer de mode). C'est ainsi que progressivement on ajouta les feintes correspondant aux notes réellement chantées et qui permettaient de compléter les gammes des autres degrés. Après le si et le si bémol (qui attire le fa majeur et le ré mineur), on ajoutera le fa dièse (pour sol majeur), le mi bémol (pour la tonalité de si bémol majeur et celle-ci de sol mineur), le sol dièse (pour la mineur) et le do dièse, pour ré mineur. Cette transition s'est faite progressivement et pas toujours dans cet ordre selon les besoins et les constructeurs, mais on sait qu'elle se situe approximativement entre le XIIe siècle et le XIIIe siècle.

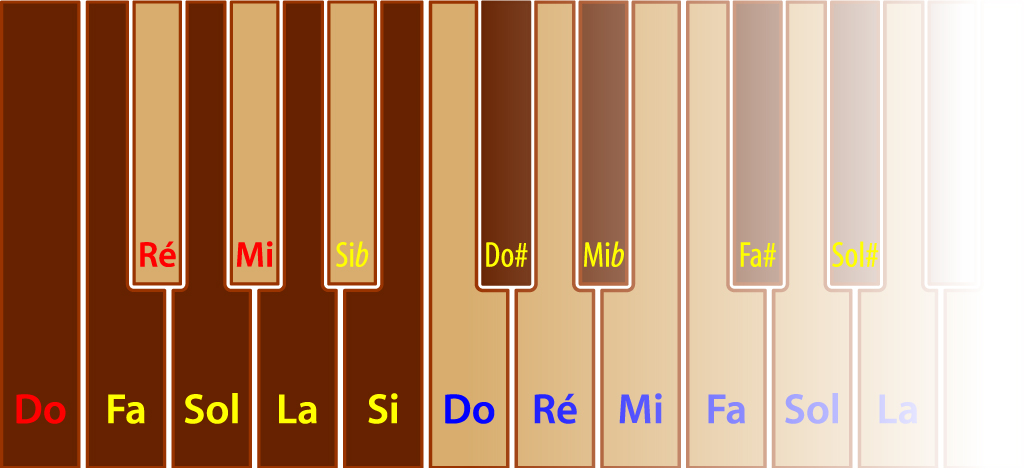
Octave courte italienne

L'aboutissement de cette évolution se situe à la fin du XIIIe siècle où, mis à part les variations dans la largeur des touches, le clavier se présente désormais sous la forme qu'on lui connaît, une octave étant constituée de 7 marches et 5 feintes, ce groupe se répétant à l'identique pour couvrir la tessiture voulue. Cependant, plus de trois siècles après cette tentative de normalisation, Michael Prætorius écrit en 1619 qu'il se trouve encore quelques orgues dont les claviers sont simplement diatoniques et ne présentent qu'une seule feinte, le si bémol. On sait aussi que l'orgue que touchait Jan Pieterszoon Sweelinck n'avait pas de ré dièse. Ainsi, les pièces qu'il écrit pour orgue, sauf quelques exceptions, n'utilisent jamais cette touche.
Il faut également noter que sur certains claviers jusqu'à la fin de la période baroque, le premier do dièse est fréquemment absent car presque jamais utilisé à la basse dans un tempérament inégal ce qui permettait une économie.
Sur des orgues, généralement de taille modeste et principalement en Italie dans la période baroque, on rencontre aussi l'octave courte. Les tuyaux les plus gros étant les plus chers, ce système permettait d'économiser le coût de quelques notes graves peu utilisées. L'octave courte ne comportait que 6 ou 7 notes, conservant les notes diatoniques et sacrifiant les notes altérées. C'est probablement l'octave courte qui a favorisé la descente du clavier dans le grave, commençant au fa au Moyen Âge pour descendre au do et parfois au la dans la période baroque.

### Exemple iconographique
Témoignages d'un passé dont on ne possède malheureusement aucun exemplaire physique, les tableaux et les gravures sont un bon moyen de voir à quoi ressemblaient les claviers du Moyen Âge. On suppose volontiers que les peintres de l'époque, en particulier ceux exécutant des commandes pour l'église, étaient méticuleux et reproduisaient assez fidèlement ce qu'ils voyaient, surtout lorsqu'on est devant un genre de peinture qui privilégie le moindre détail - comme notamment les peintres flamands.
C'est le cas du triptyque réalisé par un peintre anonyme du XVe siècle surnommé le Maître de Saint Barthélémy. Le volet latéral gauche représente Saint Jean-Baptiste et Sainte Cécile (la patronne des musiciens) jouant sur un orgue portatif. Le détail ci-contre montre la main de Sainte Cécile et le petit clavier de l'instrument. On note qu'il manque une feinte et si le schéma du clavier est bien respecté par le peintre, il s'agit probablement du fa dièse. Nous aurions donc dans cette représentation un exemple de clavier intermédiaire n'ayant pas encore reçu toutes les feintes.

## Les différents types de claviers
Tableau comparatif des claviers. 
|                                           | Clavier de l'Orgue                                     | Clavier du Clavecin                                                                | Clavier du Piano                                          | Clavier de l'Harmonium                                            | Clavier du Synthétiseur                                                        | Clavier du Célesta              |
| ----------------------------------------- | ------------------------------------------------------ | ---------------------------------------------------------------------------------- | --------------------------------------------------------- | ----------------------------------------------------------------- | ------------------------------------------------------------------------------ | ------------------------------- |
| Durée du son à l'enfoncement de la touche | Le son est maintenu tant que la touche reste enfoncée  | Le son se perd corde pincée                                                        | Le son se perd percussion                                 | Le son est maintenu tant que la touche reste enfoncée             | Selon le son choisi                                                            | Le son se perd percussion       |
| Étendue                                   | 5 octaves (jusqu'à 7 octaves, 11 octaves par les jeux) | 5 octaves (6 octaves avec jeu de 4')                                               | 7 octave 1/4 (rarement jusqu'à 8½)                        | 5 octaves (7 octaves par les jeux)                                | 3 à 5 octaves (11 octaves par transpositeur)                                   | 2 à 5 octaves 1/2               |
| Différenciation dynamique d'ensemble      | Oui (par la boîte d'expression)                        | Non (sauf quelques rares instruments anglais du XVIIIe siècle avec Venetian swell) | Oui (par le toucher)                                      | Selon registre (genouillère d'expression, expression aux pédales) | Oui (par pédale ou par toucher)                                                | Oui (par le toucher)            |
| Différenciation dynamique (note à note)   | Rare                                                   | Non                                                                                | Oui                                                       | Non                                                               | Oui                                                                            | Oui                             |
| Plusieurs claviers ?                      | Oui (jusqu'à sept)                                     | Oui (maximum deux, rarissime trois)                                                | Non (sauf de rares pianos pédalier pouvant en avoir deux) | Rare                                                              | Non (sauf certains modèles haut de gamme pouvant aller jusqu'à trois claviers) | Non                             |
| Réactivité                                | Décollement de la soupape                              | Résistance du plectre                                                              | Échappement                                               | Non                                                               | Non                                                                            | Échappement                     |
| Empan d'octave                            | 161 à 165 mm Normalisé à 164 mm                        | 162 à 170 mm                                                                       | 160 à 166 mm Normalisé à 165 mm                           | 163 mm                                                            | 164 mm Normalisé                                                               | 164 Normalisé                   |
| Clavier muet                              | Oui                                                    | Variable, selon l'instrument                                                       | Non                                                       | Oui                                                               | Oui                                                                            | Non                             |
| Plusieurs jeux ?                          | Oui                                                    | Oui (2 ou 3)                                                                       | Non                                                       | Oui                                                               | Oui                                                                            | Non                             |
| Couleurs traditionnelles                  | Selon l'époque                                         | Selon l'époque et le lieu                                                          | Marches blanches feintes noires                           | Marches blanches feintes noires                                   | Marches blanches feintes noires                                                | Marches blanches feintes noires |

### Remarques
Beaucoup d'orgues de facture récente, ou ayant été restaurées présentent des claviers blancs à feintes noires, à l’italienne. Les claviers français allemands et germaniques en général ont des marches sombres et feintes claires, en Italie c’est plutôt l’inverse qui est la norme. L'habitude de recouvrir d'os ou d'ivoire les marches sur l’orgue est tardif,[réf. nécessaire], fixé avec l’invention du piano en 1700.
Le piano moderne ne comporte qu'un « jeu », mais dès les débuts de cet instrument, on fabriquait des pianos ayant plusieurs jeux, notamment les pianos allemands qui en comptaient jusqu'à six : Fortezug (forte), Pianozug (céleste), Verschiebung (una corda), Lautenzug (luth), Fagottzug (basson), Janitscharenmusik (turquerie). Ces jeux étaient commandés soit par des pédales, soit par des tirants à mains, soit par les deux. Cette pratique disparut rapidement dès 1840.

## Caractéristiques des claviers d'orgue
Au cours de son histoire, le clavier d'orgue est progressivement passé de 2 à 5 octaves.
On considère aujourd'hui que le clavier de 5 octaves allant de Do1 à Do6, et comprenant donc 61 touches, est la norme généralement adoptée. Les facteurs d'orgue américains suivent presque systématiquement cette norme.
En Europe et en particulier en Allemagne, de nombreux orgues modernes sont construits avec 58 touches, Sigfrid Karg-Elert au moins demandant cette étendue.
En France, la plupart des facteurs continuent de construire des orgues avec des claviers de 56 touches (Do1-Sol5) du fait qu'il n'existe pratiquement aucune œuvre écrite pour l'orgue qui monte au-delà du Sol5 (il y a tout de même quelques œuvres de César Franck et le prélude et fugue en la bémol majeur de Marcel Dupré).
Des copies d'orgues anciennes limitent même la taille du clavier à 54 notes (Do1-Fa5) voire 53 (Mi5) et même 51 notes (Ré5), 49 notes (Do5) ou 48/47 notes (sans le Do#/Re# de la première octave), ce que de nombreux organistes n'hésitent pas à critiquer : ces instruments ont beau être des copies d'anciens, ce sont des instruments neufs et les doter d'un clavier normalisé n'enlèverait rien à leur qualité sonore ou esthétique.
Dans l'orgue italien traditionnel, l'étendue est variable dans le grave, les facteurs ajoutant quelques notes graves supplémentaires en dessous du Do1 dans de très grands orgues.
Notons également l'étendue exceptionnelle de l'orgue personnel de Marcel Dupré à Meudon : les claviers atteignent 73 notes. Il s'agit cependant d'un cas unique en France.
La norme du clavier de 5 octaves à 61 touches a été adoptée d'emblée pour tous les instruments à clavier modernes (harmonium, orgue électronique, orgue numérique, synthétiseur).
À la différence du piano, où le pianiste concertiste est à peu près sûr de trouver le même clavier partout où il va se produire, l'organiste va plutôt de surprise en surprise : il n'y a pas deux orgues identiques et par conséquent il n'y a pas deux claviers identiques. Cette différence est particulièrement sensible lorsqu'on joue sur des orgues entièrement mécaniques. Selon l'ampleur et l'ancienneté de l'instrument on peut rencontrer des claviers très légers ou au contraire très durs. Il est admis que la dureté idéale d'un clavier d'orgue sans accouplement devrait nécessiter une force d'enfoncement d'environ 100 grammes par touche. (À titre de comparaison, la force d'enfoncement des touches d'un piano de concert est habituellement comprise entre 52 grammes dans les graves et 47 grammes dans les aiguës.) En pratique, et sur des instruments normalement jouables, cette force varie de 80 à 200 grammes. En deçà et au-delà de ces limites, on considère que l'instrument est difficile à jouer, voire injouable. Il existe en effet des instruments où il faut exercer une force de plus de 500 grammes par touche, ce qui rend impossible toute tentative de virtuosité.
Sur un orgue à traction mécanique, les accouplements additionnent le poids de chaque clavier et l'organiste doit en tenir compte. Si chaque clavier est jouable individuellement, avec une force de 150 grammes par exemple, trois claviers accouplés demanderont une force d'appui de plus de 450 grammes par doigt (aux trois claviers s'ajoutant les pertes dues aux accouplements)…
Ce sont ces considérations qui ont amené les facteurs d'orgue à soulager les doigts de l'organiste en introduisant des mécanismes d'assistance, d'abord pneumatique avec les machines Barker et ensuite électromagnétique. Cependant, pour des instruments de taille moyenne, facteurs et organistes continuent de préférer l'orgue entièrement mécanique pour plusieurs raisons évidentes :
- pour le facteur, les pannes sont rares et l'entretien est aisé ;
- pour l'organiste, le toucher est naturel et le doigt est en contact direct avec la soupape, ce qui permet un contrôle total de l'articulation, sensitivité absente sur un clavier pneumatique ou électrique.

### Noms des claviers
Une des particularités des claviers de l'orgue est que, lorsqu'ils sont plusieurs (2 à 7), ils portent des noms différents. Selon les époques, les écoles, les pays et les styles, ces noms varient. On peut néanmoins dégager trois invariants, ce sont les noms généralement attribués aux trois premiers claviers de la plupart des orgues : Positif, Grand Orgue et Récit. On observe parfois des consoles où les claviers ne portent aucun nom et sont simplement identifiés par un chiffre romain, I pour le Grand Orgue, II pour le Positif et III pour le Récit. En voici les équivalents dans les autres langues :
| Français              | Allemand    | Néerlandais | Anglais           | Italien                 | Espagnol             | Japonais       |
| --------------------- | ----------- | ----------- | ----------------- | ----------------------- | -------------------- | -------------- |
| Grand Orgue           | Hauptwerk   | Hoofdwerk   | Great             | Grand’Organo            | Órgano mayor         | 主鍵盤         |
| Positif (de dos)      | Rückpositiv | Rugwerk     | Positive ou Chair | Positivo tergale        | Cadereta de espalda  | ポジティフ鍵盤 |
| Positif (de poitrine) | Brustwerk   | Borstwerk   | Choir             | Positivo                | Cadereta interior    | —              |
| Positif (de couronne) | Kronwerk    | Bovenwerk   | Solo, Echo        | —                       | Corona               | —              |
| Récit                 | Schwellwerk | Zwelwerk    | Swell             | Recitativo (espressivo) | Recitativo expresivo | スウェル鍵盤   |

### Structure d'un orgue
Les claviers correspondent dans la plupart des esthétiques à une fonction sonore. Celle-ci se traduit par un choix de l'emplacement du plan sonore (sommier(s), tuyaux, éventuellement boite expressive) des tailles et une harmonisation caractéristiques à chaque plan et donc une utilisation musicale différente.
Dans l'esthétique baroque allemande, les plans s'étagent en hauteur selon le Werkprinzip. Depuis le bas, on trouve théoriquement le Rückpositiv, le Unterwerk, le Brustwerk, le Hauptwerk, le Oberwerk et le Kronwerk, ce qui représente jusqu'à cinq plans sonores superposés. La pédale trouve sa place sur les côtés ou à l'arrière de l'orgue.
Dans l'esthétique baroque française, étagée en hauteur et profondeur, on trouve le positif de dos, le clavier d'écho (sans façade, à l'arrière du grand-corps), le grand-orgue et la bombarde/résonance, le récit (derrière la façade du grand-orgue).
L'esthétique romantique et symphonique impose peu à peu un étagement dynamique homogène, plus important que l'emplacement des plans sonores eux-mêmes. Dans la pratique, le grand-orgue est le plan sonore le plus avancé et musicalement présent, le positif offre un étagement sur les orgues de taille moyenne, avant le récit, qui est nécessairement expressif pour lui permettre de se perdre dans le ppp. Les plus grands instruments s'enrichissent de fonctions supplémentaires comme le grand-chœur (un renforcement du grand-orgue) et/ou la bombarde, et le solo.
L'orgue italien s'étend dans son ambitus, tant dans les graves que dans les aiguës, plus que dans le nombre de plans sonores. Il est à noter que l'utilisation de jeux coupés en basses et dessus favorise une culture de la mélodie accompagnée, très forte dans ce pays. La multiplication des plans sonores existera à partir du XIXe siècle de par les échanges facilités entre les facteurs et musiciens des différents pays. La pédale se développera ici et en Espagne plus lentement qu'en Allemagne et en France.
En Espagne, on rencontre aussi les jeux coupés qui permettent de réduire le nombre de plans sonores. Mais on rencontre déjà à l'époque baroque le plan de Cadireta (Positif) qu'il soit intérieur ou de dos, et la clavier d'écho.
En Angleterre, la multiplication des plans sonores là aussi s'affirme avec le romantisme, offrant le plus souvent un enrichissement par une synthèse des influences allemandes et françaises.
Aux États-Unis, la richesse des influences des facteurs ne permet pas de tracer une histoire simplifiée des plans sonores. Seuls les instruments de très grande taille montrent un enrichissement par la multiplication des plans sonores (jusqu'à neuf) et la systématisation de certains d'entre eux comme l'antiphonal. Là particulièrement, ainsi qu'au Royaume-Uni, s'impose l'idée des sommiers Unit, amenant l'utilisation massive de transmissions à l'unisson, en octave, super-octave et même quinte et tierce. Ce principe a trouvé son heure de gloire dans l'orgue de théâtre et de cinéma, mais fut controversé dans l'orgue liturgique. Le nom des claviers dans ce cas correspond au choix des registres transmis, les plans sonores éventuels se mélangeant sur chacun des claviers.

### Nom des notes
Les notes sont numérotées de façon différente selon les pays. En France, il est convenu de donner le nom de Do1 au premier Do du clavier de l'orgue, et par extension, on utilise les mêmes noms sur les autres instruments à clavier.
En Allemagne et aux Pays Bas, la première octave est la grande octave, les noms des notes sont écrits en majuscules (C, D, jusqu'à H, en néerlandais C jusqu'à B), l'octave immédiatement supérieure est la petite octave (noms de notes en minuscules, parfois suivie d'un 0), les octaves suivantes sont en minuscules et numérotées à partir de 1, mais le plus souvent à l'aide d'apostrophes (c', c", …)

#### Autres noms de claviers
- Accomp (Accompagnement, Accompaniment) : Clavier réservé aux jeux d'accompagnement (généralement destiné à la main gauche) dans l'orgue de théâtre.
- Antiphonal : Division éloignée du reste de l'orgue, fréquente en Amérique du Nord et permettant de créer des effets de dialogue entre les deux corps.
- Auxiliaire : Il s'agit d'un plan sonore sans clavier propre, qui doit donc être joué en accouplement. En anglais, une division de ce genre s'appelle floating.
- Bombarde : Clavier que l'on rencontre principalement dans les grands instruments de la période baroque et auquel correspondent de grands jeux d'anche (Bombarde, Trompette, Cromorne). Il sert de complément au Grand Orgue.
- Chœur ou choral : Nom donné au quatrième ou cinquième clavier sur certains orgues Casavant, contenant très peu de jeux d'anches. Il est toujours expressif, et sert entre autres à accompagner la voix. Certains de leurs petits instruments aux États-Unis ont un troisième clavier nommé chœur, qui joue le rôle d'un positif expressif (comme le Choir anglais).
- Clavier d'accouplements : Clavier qui se rencontre dans certaines orgues à deux claviers réels, comme premier ou deuxième clavier. Il ne correspond à aucune division, il n'a donc pas de tuyaux propres, mais joue en permanence les deux autres claviers de l'orgue. Il permet donc d'accéder de façon permanente aux deux claviers et à leur accouplement.
- Clavier de transmissions : Fréquent en France à la fin du romantisme sur de petits instruments. Il s'agit d'un clavier permettant de jouer exactement tout ou partie des jeux d'un autre clavier. À cet effet, tous les tuyaux sont placés sur un sommier à doubles gravures. Chacun des deux claviers met ainsi à disposition de l'interprète deux registrations différentes d'une même division. En pratique, quelques jeux (un ou deux) sont joués par la pédale selon le même système. Il ne faut pas confondre avec le sommier Unit, qui, lui, ne fait plus correspondre chaque gravure à une note, mais gère chaque tuyau de façon indépendante.
- Écho : À l'origine le clavier d'écho n'avait qu'un seul jeu, un cornet, moins présent que celui du Grand Orgue et auquel il pouvait répondre pour créer un effet d'écho. Le clavier d'écho moderne est généralement de composition similaire à celle du positif, avec des jeux plus doux. Il fait généralement office de 4e ou 5e clavier. On l'appelle parfois aussi Écho de récit. En Allemagne, il s'appelle généralement Echowerk.
- Fernwerk : Très rare, c'est une division éloignée des auditeurs et généralement emmurée (grenier, par exemple) permettant un effet théâtral.
- Grand Chœur : Sur de très grands instruments les jeux du clavier de Grand Orgue sont répartis sur deux claviers ; le Grand Orgue conserve les fonds et les mixtures (en guise de Plenum ou Organo pieno), et le Grand Chœur reçoit les anches et les mutations. Si le grand Orgue n'est pas allégé, alors les anches du Grand Chœur sont généralement plus puissantes que celles du Grand Orgue (Orgues de St-Eustache, St-Sulpice, Notre-Dame de Paris).
- Hinterwerk : Ancêtre du Rückpositiv, il s'agit d'une division placée en arrière de l'orgue comme une sorte de positif intérieur. Il est souvent présent comme second clavier sur des orgues de petite taille en Allemagne.
- Llamarada : Nom donné par le facteur Manuel Rosales au quatrième clavier de l'orgue monumental du Walt Disney Concert Hall construit en 2004. Ce nom espagnol signifie « flamboiement » et regroupe des jeux très puissants (fonds, anches et chamades) à caractère orchestral.
- Oberwerk : Placé normalement en hauteur, au-dessus du Hauptwerk, il est l'avant-dernier étage en hauteur, en dessous du Kronwerk, dans le Werkprinzip. Il peut aussi prendre le rôle de Hauptwerk ou de récit/positif intérieur dans des orgues plus modestes, à deux, voire trois, plans sonores manuels.
- Résonance : Nom donné sur certains orgues (notamment l'Isnard de St Maximin) à un clavier dont les jeux peuvent être joués indifféremment à la pédale ou au manuel.
- Solo : Comme son nom l'indique, ce clavier correspond essentiellement à des jeux solistes (Hautbois, Saxophone) ; Il se rencontre sur de grands instruments comme 4e ou 5e clavier. En revanche, dans l'orgue de théâtre, le solo est toujours le 2e ou 3e clavier et ses jeux sont enfermés dans une boîte expressive dite « solo chamber ».
- Unterwerk : Strictement, c'est une division placée à l'intérieur de l'orgue allemand, au niveau de l'organiste et généralement sans tuyaux apparents. Le son s'échappe soit par le haut, soit par des panneaux entrouvrables. On peut donc aussi considérer ce clavier comme un des pendants du clavier d'écho en France.
- Sur certaines orgues surdimensionnées d’Amérique, on trouve également des claviers baptisés Fanfare, Trompeteria, Orchestral (ou Orchestra), caractéristiques surtout de l'orgue de théâtre.

### Claviers divisés
La division est une autre particularité des claviers d'orgue.
Peu usités en France, Allemagne ou Grande-Bretagne, les claviers divisés se rencontrent principalement en Italie et en Espagne. Le principe en est très simple : au lieu de parler sur toute l'étendue du clavier, les jeux ne parlent que sur une moitié du clavier, soit la moitié inférieure correspondant à la main gauche et que l'on appelle Basse, soit la moitié supérieure correspondant à la main droite que l'on appelle Dessus. Cette technique du demi-jeu apparaît vers la fin du XVIe siècle et se perfectionne au début du XVIIe siècle. Grâce à cette particularité, un même clavier peut faire entendre le soprano et l'alto d'un jeu, le ténor et la basse d'un autre jeu, alors que, sur un orgue moderne, pour réaliser la même chose, il faudrait utiliser deux claviers et même s'aider du pédalier à cause de l'écartement des parties.
L'un des promoteurs de ce genre si particulier est Francisco de Arauxo. C'est de cette époque que nous viennent les tientos de demi-registre supérieur et de demi-registre grave. Peu de sources historiques l'attestent, mais il semble que ce soit bien l'Espagne qui ait influencé l'Italie, où l'on trouve également en grand nombre des orgues de taille modeste à claviers divisés. La seule différence est le point de division : en Espagne la coupure se fait généralement sur do-do# 3e, alors qu'en Italie la coupure se fait soit sur si2-do3 soit sur mi3-fa3 et parfois sur d'autres positions (ce qui complique un peu la vie des organistes).
En France les dessus commencent toujours à Do3 et en Allemagne ils peuvent commencer au La2 et parfois au Fa2 mais cela ne concerne que les cornets.
Comme pour l'octave courte que nous avons vue plus haut, la division du clavier ne provient pas d'un choix esthétique, mais de contraintes économiques. Un demi jeu coûte moitié moins cher qu'un jeu entier et cette astuce permettait d'offrir à l'organiste et à l'assistance une grande variété de timbres pour un coût raisonnable.
Il convient aussi de souligner que ce moyen astucieux d'avoir un timbre différent à la main gauche et à la main droite sur un même clavier a été repris sur les harmoniums (division au Mi3-Fa3) et sur les synthétiseurs (division paramétrable).
Correspondance des noms des divisions :
| Français | Italien | Espagnol       | Portugais    | Anglais |
| -------- | ------- | -------------- | ------------ | ------- |
| Basse    | Bassi   | Mano izquierda | Mão esquerda | Bass    |
| Dessus   | Soprani | Mano derecha   | Mão direita  | Treble  |

### Nombre de claviers
L'orgue classique français possède de un à cinq claviers. Les claviers de l'orgue baroque français sont généralement et dans l'ordre : Positif, Grand Orgue, Bombarde, Récit, Écho. Les claviers de Récit et d'Écho sont généralement des claviers de dessus, c'est-à-dire qu'ils ne couvrent que les deux octaves les plus hautes et ne comprennent que peu de jeux, tels que cornet, flûte et trompette.
L'orgue symphonique français possède de deux à cinq claviers. Les claviers sont tous complets (61 notes) et sont généralement dans cet ordre : Grand Chœur, Grand Orgue, Positif, Récit, Solo. La place du Grand Chœur est variable et le Positif peut se trouver avant le Grand Orgue. Beaucoup d'œuvres écrites pour l'orgue symphonique requièrent un instrument à trois claviers (G.O., Positif, Récit).
Les plus grands instruments du monde sont l'orgue Wanamaker de Philadelphie (état de New York) avec six claviers et l'orgue du Boardwalk Hall Auditorium (anciennement Convention Hall) d'Atlantic City (État du New Jersey) avec sept claviers (dont deux de 88 notes), tous deux aux États-Unis.